# Periclimenes longicarpus
Periclimenes longicarpus är en kräftdjursart som beskrevs av Bruce och Pravdomil Svoboda 1983. Periclimenes longicarpus ingår i släktet Periclimenes och familjen Palaemonidae. Inga underarter finns listade i Catalogue of Life.

## Bildgalleri

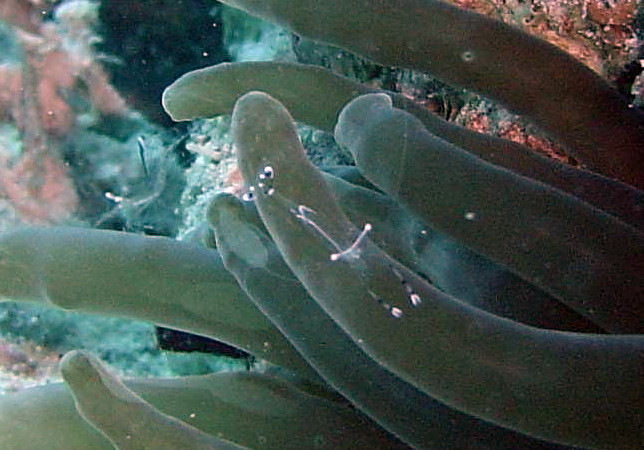